# Trimorus coxalis
Trimorus coxalis är en stekelart som först beskrevs av Thomson 1859.  Trimorus coxalis ingår i släktet Trimorus, och familjen gallmyggesteklar. Arten är reproducerande i Sverige.